# Луке (Цетинград)
Луке су насељено место у општини Цетинград, на Кордуну, Карловачка жупанија, Република Хрватска.

## Географија
Луке се налази око 8 км јужно од Цетинграда.

## Историја
Луке су се од распада Југославије до августа 1995. године налазиле у Републици Српској Крајини. До 1991. биле су у саставу насељеног места Крушковача, а од 2001. су самостално насеље. До територијалне реорганизације у Хрватској налазиле су се у саставу бивше велике општине Слуњ.

## Становништво
Према попису становништва из 2011. године, насеље Луке је имало 8 становника.

### Број становника по пописима
| Демографија | Демографија | Демографија |
| Година      | Становника  | Становника  |
| ----------- | ----------- | ----------- |
| 1948.       | 79          |             |
| 1953.       | 114         |             |
| 1961.       | 99          |             |
| 1971.       | 99          |             |
| 1981.       | 0           |             |
| 1991.       | 0           |             |
| 2001.       | 27          |             |
| 2011.       |             | 8           |

- напомене:

У 2001. настало издвајањем из насеља Крушковача. Као део насеља исказивано од 1948. До 1931. те у 1981. и 1991. подаци садржани у насељу Крушковача.